# 帕拉什夫卡
48°58′37″N 25°34′13″E / 48.97694°N 25.57028°E
帕拉什夫卡（烏克蘭語：Палашівка），是烏克蘭的村落，位於該國西部捷爾諾波爾州，由喬爾特基夫區負責管轄，處於朱林河畔，面積4.51平方公里，2001年人口688。